# Arno Velecký
Pour les articles homonymes, voir Velecký.
Arno Velecký (né à Brünn Autriche-Hongrie le 14 mars 1901 et mort le 17 mars 1976 à Prague, était un acteur tchécoslovaque.

## Filmographie
- 1935 : Tatranská romance